# Округ Гарфилд (Колорадо)
Гарфилд (енгл. Garfield County) је округ у америчкој савезној држави Колорадо. По попису из 2010. године број становника је 56.389. Седиште округа је град Гленвуд Спрингс.

## Демографија
Према попису становништва из 2010. у округу је живело 56.389 становника, што је 12.598 (28,8%) становника више него 2000. године.
| Група             | 2000.          | 2010.          |
| Белци             | 35.449 (81,0%) | 38.784 (68,8%) |
| Афроамериканци    | 196 (0,4%)     | 385 (0,7%)     |
| Азијати           | 191 (0,4%)     | 370 (0,7%)     |
| Хиспаноамериканци | 7.300 (16,7%)  | 15.978 (28,3%) |
| Укупно            | 43.791         | 56.389         |